# Hill House (Scozia)

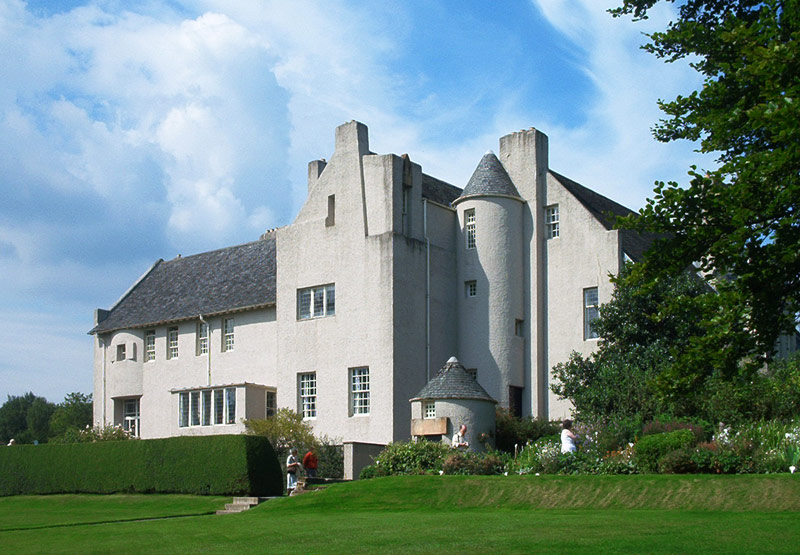
La Hill House

La Hill House è una residenza situata a Helensburgh in Scozia, tra le più note una progettate da Charles Rennie Mackintosh, probabilmente seconda in fama alla Glasgow School of Art. 
È stata progettata e costruita per l'editore Walter Blackie tra il 1902 ed il 1904.
Oltre all'edificio in sé, Mackintosh disegnò inoltre la maggior parte delle stanze interne, dell'arredamento e di altri dettagli. La sua cura del particolare giunse fino alla prescrizione del colore dei fiori recisi che i Blackie avrebbero dovuto mettere nei vasi, per non stridere con l'armonia del complesso.
Nel 1982 la casa venne donata al National Trust for Scotland, che si occupa quindi della sua manutenzione e della sua accessibilità al pubblico.

## La committenza
Posta ad Ovest di Glasgow, Helensburgh rappresentò la nuova area di insediamento per coloro i quali, fatta fortuna con gli affari in città, decidevano di allontanarsi dal suo affollamento. Nel 1902, l'editore Walter Blackie acquistò un lotto nelle vicinanze. Su suggerimento di un amico, Talwin Morris, Mackintosh venne contattato per progettare e costruire la futura dimora della famiglia Blackie, l'attuale Hill House. Inizialmente l'editore fu sorpreso dalla giovinezza dell'architetto, finché non si convinse di aver effettuato la scelta giusta dopo aver visitato alcune case progettate in precedenza dall'architetto. Ciononostante, alcune restrizioni vennero imposte dal proprietario: nessuna costruzione in mattoni e intonaco e travi di legno, e niente tetto in coppi rossi, come era possibile vedere invece in tutti gli altri edifici tradizionali della Scozia Occidentale. Per contro, Blackie richiese una ruvida cortina grigia per le pareti e ardesia per il tetto; ogni effetto architettonico avrebbe dovuto essere creato dalla solidità delle parti piuttosto che da ornamenti avventati. Le richieste ed i gusti anticonformisti del committente permisero a Mackintosh di esprimere in libertà le proprie idee progettuali.
Prima di iniziare a creare un progetto degli elevati, e perfino prima di tracciare le piante, Mackintosh trascorse alcuni giorni nella precedente abitazione dei Blackie per osservare le loro abitudini quotidiane, al fine di costruire partendo dall'interno per poi giungere all'esterno. Analizzando profondamente gli usi della famiglia, l'architetto sarebbe stato in grado di inserire ogni elemento nella progettazione in modo tale da assecondare le esigenze di ogni inquilino. Mackintosh era infatti fermamente convinto che le richieste funzionali fossero da risolvere ben prima delle questioni estetiche, che sarebbero giunte di conseguenza. Il risultato fu un committente estremamente soddisfatto: “dalla dispensa, alla cucina, alla lavanderia, ha prestato meticolosa attenzione per renderle calzanti alle esigenze pratiche e sempre piacevolmente disegnate. Ogni dettaglio, all'interno come all'esterno, ha ricevuto la sua puntuale - ma potrei dire amorevole - attenzione.” Mackintosh era convinto che questa fosse l'unica maniera onesta di progettare.

## L'esterno
Il trattamento uniforme sulla tinta grigia degli esterni dell'edificio pare mescolarsi con il cielo nuvoloso della Scozia. La costruzione, completamente asimmetrica, forma così differenti forme e livelli di soglia delle coperture, rimarcando l'ammirazione di Mackintosh verso l'utilità pittoresca di Augustus Pugin, per il quale il contorno esterno si evolve dalla distribuzione interna. La decorazione minimale, i muri pesanti, le finestre quadrate e rettangolari esprimono forza e sobrietà nella costruzione. Le caratteristiche esterne sono quasi all'opposto degli interni, caldi, esotici e attentamente decorati. Nuovamente Mackintosh si rifà a Pugin minimizzando la decorazione esterna per enfatizzare il disegno degli interni: la transizione dal mondo esterno ad uno spazio interno fantastico e sicuro. L'analisi dell'intonaco esterno mostra come questo potrebbe esser stato lasciato senza tintura, direttamente del grigio pallido originale.

## Gli interni
La magione combina la tradizionale 'femminilità' ed in intimità del periodo Edoardiano degli interni con la 'mascolinità' dell'esteriorità pubblica, utilizzandoli però entrambi in maniera inconsueta all'interno dell'edificio. Per Mackintosh, il portare elementi mascolini all'interno significava spazzar via i convenzionali interni ultradecorati dell'interno: ciò gli permise di raggiungere sensazioni ed esperienze diverse a seconda della destinazione di ciascuno spazio interno. Utilizzò materiali differenti, così come tipologie di luci e colori, per creare transizioni sperimentali tra un ambiente e l'altro.